# Gustavo Herrera
Gustavo Herrera, né le 18 novembre 2005 à Colón, est un footballeur international panaméen. Il joue au poste d'attaquant au Deportivo Saprissa sous forme de prêt du Sporting San Miguelito.

## Carrière

### En club
Formé au Champions FC Academy, il rejoint le Sporting San Miguelito en 2023. Dans le même année, il termine meilleur buteur de la deuxième division panaméenne avec l'équipe réserve. 
Le 23 septembre 2024, il est prêté au Club Puebla au Mexique jusqu'au mois de décembre 2025 et il intègre l'équipe réserve du club. 

### En sélection
Avec les moins de 20 ans, il a participé au championnat de la CONCACAF.
Le 8 février 2025, il joue son premier match avec la première sélection lors d'une rencontre amicale perdue 6-1 contre le Chili. Il entre à la 55' à la place de Cecilio Waterman.